# Espostoa
Espostoa é um gênero botânico da família cactaceae.

## Sinonímia
- Binghamia Britton & Rose
- Pseudoespostoa Backeb.
- Thrixanthocereus Backeb.
- Vatricania Backeb.

## Espécies
- Espostoa guentheri
- Espostoa hylaea
- Espostoa mirabilis
- Espostoa nana
- Espostoa ritteri
- Espostoa senilis